# Patrick Faigenbaum

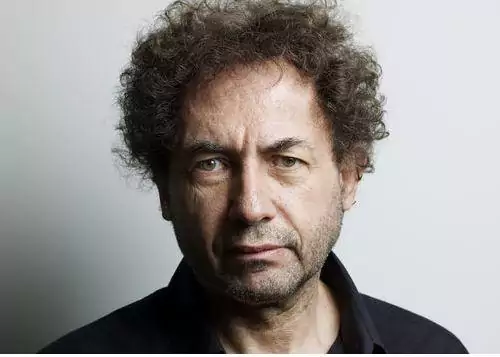
Patrick Faigenbaum (2015)

Patrick Faigenbaum (* 1954 in Paris) ist ein französischer Fotograf.

## Leben und Werk
Patrick Faigenbaum fotografiert Schwarzweiß und in Farbe. Seine Fotografien sind von der klassischen Malerei beeinflusst. Als Motive wählt er Porträts, Städte, Standtrandgebiete, Landschaften und Stillleben.
Patrick Faigenbaum wurde 2001 auf eine Professur an die École nationale supérieure des beaux-arts de Paris berufen.

## Auszeichnungen (Auswahl)
- 1985–1987 Stipendium der Villa Medici
- 1996–1998 Artist in Residence am Weserburg Museum für moderne Kunst, Bremen
- 2013 Henri Cartier-Bresson Preis für das Projekt Kalkutta/Kolkata[3]

## Sonderausstellungen
- 2021: Patrick Faigenbaum. Fotografien 1974 – 2020, Quadrat Bottrop